# Bobone
I Bobone o Boveschi sono una nobile famiglia italiana, di origine mercantile, citata in atti pubblici a partire dall'inizio dell'XI secolo, che vantava proprietà nella Sabina e a Roma.

## Storia
La più antica notizia di un membro della famiglia Bobone risale all'anno 928 in cui Romano Bobone fu nominato cardinale diacono da Papa Leone VI.
Erano largamente presenti nelle cariche cittadine e soprattutto in quelle della Curia romana. Altri componenti furono Theodorus dux et Bobo consul et dux eius filius vissuti durante il X secolo.
A Roma possedevano la torre omonima presso Largo di Torre Argentina in via degli Specchi. Intorno al 1150 ebbero dalla chiesa di Sant'Angelo in Pescheria l'area dei resti del Teatro di Pompeo  dove i loro successori, gli Orsini, vi eresseo il palazzo omonimo e le fortificazioni adiacenti.
Dalla famiglia Bobone ebbe origine la famiglia Orsini. Orso di Bobone può essere considerato come l'effettivo capostipite della famiglia degli Orsini.
I suoi discendenti prenderanno il cognome de filiis Ursi solo nell'ultimo quarto del XIII secolo e il cognome Orsini diverrà comune nel XIV secolo.
Prima di allora i due cognomi sono spesso appaiati nei documenti come Orsini-Bobone e addirittura alcuni componenti alternano i cognomi, sottolineando in tal modo il prestigio e il potere di cui godeva il Casato dei Bobone, il cui membro più prestigioso fu Giacinto Bobone eletto al Soglio Pontificio nel 1191 con il nome di Celestino III.
Giacinto Bobone, figlio di Pietro, nacque nel 1106 circa in questa potente famiglia romana da un ramo della quale discesero poi gli Orsini. Per questo talvolta viene attribuito a questo papa il cognome "Orsini" o meglio "Bobone Orsini". Giacinto Bobone, alias Giacinto Bobone-Orsini, alias Giacinto Boccardi, morì a Roma l'8 gennaio 1198. Celestino III creò cardinali due nipoti, Ugo e Nicolò, e, nel 1191, permise al cugino Giovanni, noto come Giangaetano, morto nel 1232, di consolidare la potenza territoriale del ramo Ursini della famiglia.
Da Giangaetano in poi si perse il cognome Bobone ed i suoi figli vennero definiti "de domo filiorum Ursi" da cui per corruzione si trasformò in Orsini.

## Personaggi

### Papa
- Papa Celestino III (1191) Giacinto Bobone Orsini (1106+1198)

### Cardinali
- Romano Bobone (928)
- Bovo (1088)
- Giacinto Bobone (1144) poi divenuto Papa Celestino III
- Romano Bobone (1188)
- Ugo Bobone (1191)
- Nicolò Bobone (1192/1193)
- Bobone di San Teodoro (1193)